# كأس النخبة لمجلس الكريكت الآسيوي 2010
كأس النخبة لمجلس الكريكت الآسيوي 2010 (بالإنجليزية: 2010 ACC Trophy Elite) هي بطولة كريكت أُقيمت في الكويت، في الفترة من 31 مارس إلى 9 أبريل 2010. أتاحت البطولة للأعضاء المنتسبين والمنتسبات في مجلس الكريكت الآسيوي فرصةً لتجربة منافسات الكريكت الدولية ليوم واحد، كما ساهمت في تشكيل جزء أساسي من التصنيفات الإقليمية. فاز بالبطولة منتخب أفغانستان، بعد تغلبه على منتخب نيبال بفارق 95 جولة في المباراة النهائية التي أقيمت في 9 أبريل.

## الفرق
بعد بطولة كأس مجلس الكريكت الآسيوي 2006، تقرر تقسيم البطولة إلى قسمين. وحُدد ترتيب الفرق في الأقسام بناءً على مراكزها النهائية في بطولة مجلس الكريكت الآسيوي السابقة. وتأهلت الفرق العشرة الأولى إلى بطولة كأس النخبة لمجلس الكريكت الآسيوي 2008، بينما وُضعت الفرق المتبقية في قسم أدنى، وهو بطولة تحدي كأس مجلس الكريكت الآسيوي 2009. وهبط الفريقان الأخيران من بطولة كأس النخبة لمجلس الكريكت الآسيوي 2008، بينما صعد أفضل فريقين من بطولة تحدي كأس مجلس الكريكت الآسيوي 2009. الفرق التي تأهلت إلى بطولة كأس التحدي هي:
بعد بطولة كأس النخبة لمجلس الكريكت الآسيوي 2006، تقرر تقسيم البطولة إلى قسمين. تم تحديد ترتيب الفرق في القسمين بناءً على مراكزها النهائية في بطولة كأس مجلس الكريكت الآسيوي الأخيرة. شاركت الفرق العشر الأولى في بطولة كأس النخبة لمجلس الكريكت الآسيوي 2008، بينما تم وضع الفرق المتبقية في قسم أدنى، وهو بطولة تحدي كأس مجلس الكريكت الآسيوي 2009. هبط الفريقان الأخيران من بطولة كأس النخبة لمجلس الكريكت الآسيوي 2008 وصعد الفريقان الأولان من بطولة كأس تحدي مجلس الكريكت الآسيوي 2009. الفرق التي تأهلت إلى بطولة كأس النخبة هي:
| - هونغ كونغ - الكويت - نيبال - عمان - سنغافورة | - أفغانستان - البحرين - بوتان - ماليزيا - الإمارات العربية المتحدة |

## التشكيلات
| أفغانستان | البحرين                                                                       | بوتان | هونغ كونغ | الكويت |
| --- | ----------------------------------------------------------------------------- | --- | --- | --- |
| - نوروز منغال (ق) - أصغر أفغان - دولت أحمدزاي - حامد حسن - كريم صادق - ميروايس أشرف - محمد نبي - محمد شازاد (wk) - نصرت الله نصرت - نور علي - رايس أحمدزاي - سميع الله شنواري - شابير نوري - شابور زدران | - انسحبت البحرين من البطولة بعد عدم تمكنها من إشراك فريق بسبب مشاكل التأشيرة. | - دامبر غورونغ (ق) - تشيرينغ دورجي - كومار سوبا - كينتشو نوربو (wk) - سونام توبغي - فونتشو وانغدي - دامبو دورجي - تاندينغ وانغتشوك - لاكشمي كامي - سوشيل لويتل - تشيرينغ تاشي - دورجي لوداي - سانجوغ شيتري - بارون واخلي | - نجیب عمار (ق) - روي لامسام - مونر أحمد - عرفان أحمد - نديم أحمد - وقاص بركات - حسين بوت - إلياس جول - عزاز خان - آصف خان - نيزكات خان - فيكاش فاسواني (wk) - ناصر حميد (wk) - جوايد إقبال | - هاشم ميرزا (ق) - خالد بوت - لاسانثا ديموثو - سيف الله - محمد أمين - نيكيل كولكارني - سعود إقبال - محمد جاويد - سعد خالد - نالكا دايان - محمد مراد - محمد أخوذاذا (wk) - خالد يامين - هارون شاهيد |

| ماليزيا | نيبال | عمان | سنغافورة | الإمارات العربية المتحدة |
| --- | --- | --- | --- | --- |
| - سوهان ألاجاراتنام (ق) - أحمد فائز - فارس ألماس - راكش مادهافان - داميث واروسافيثانا - سوريش نافاراتنام - أنور أردين - إسزرافيق عزيز - شكري رحيم - نيك أريفين - شفيق شريف (wk) - حسن غلام - نورويرا رحيم - شهروال نظام يوسف | - باراس خادكا (ق) - محبوب ألام - بينود بهانداري - أمريت بهتاري - ديبندرا تشودري - ماهش تشيتري (wk) - بينود داس - شاكتي جوشان - جيانندرا مالا - أنيل ماندال - باسانتا ريغمي - سانجام ريغمي - شاراد فيساوكار - راهول فيشواكارما | - سلطان أحمد (ق) (wk) - رفيق البلوشي - يوسف محمود - سفيان محمود - هيمين ديزاي - عدنان إلياس (wk) - فيباهاف واتيجاونكار - زيزان صديقي - أوال خان - خالد رشيد - عامر علي - نيليش كومار بارمار - طارق حسين - عامر خاليم | - مونيش أرورا (ق) - محمد علي - ناريندر ريدي - شيتان سورياوانشي (wk) - شويب رزاق - مولووا دارميتشاند - برامود راجا - بودهيكا مينديس - سعد جانجوا - ساغار كولكارني - إرفان ماداكيا - فارون فارمان - مانبهير سينغ - فيل تشايلدز | - خرام خان (ق) - نعيم الدين أصلام - أرشاد علي - ثاقب علي - عبد الرحمن (wk) - شادِب سيلفا - أمجد علي (wk) - سلمان فاروق - أحمد رضا - قاسم زبير - شويب سروار - فياض أحمد - قدار نواز - إندكا سامبات (wk) |

## مراحل المجموعات

### المجموعة أ
خطأ لوا في package.lua على السطر 80: module 'Module:جدول رياضي/CricketRR' not found.
| الكويت فازت بفارق 3 نقاط ملعب مدينة الترفيه الدوحة، مدينة الكويت الحكام: ل. هاريهاران & سيد كاظمي رجل المباراة: مونيش أرو (سنغافورة) |

| نيبال فازت بفارق 118 نقطة ملعب شركة نفط الكويت المتحدة، مدينة الكويت الحكام: إرفان عادل & يونس رشيد رجل المباراة: أنيل ماندال (نيبال) |

| عمان فازت بفارق 8 ويكيت ملعب شركة نفط الكويت هوبارا، مدينة الكويت الحكام: إمران إدريس & سيد كاظمي رجل المباراة: أوال خان (عُمان) |

| هونغ كونغ فازت بفارق 6 ويكيت ملعب شركة نفط الكويت هوبارا، مدينة الكويت الحكام: ل. هاريهاران & إمران إدريس رجل المباراة: حسين بوت (هونغ كونغ) |

| نيبال فازت بفارق 6 ويكيت ملعب شركة نفط الكويت المتحدة، مدينة الكويت الحكام: ر. شودري & إرفان عادل رجل المباراة: باراس خادكا (نيبال) |

| نيبال فازت بفارق 7 ويكيت ملعب مدينة الترفيه الدوحة، مدينة الكويت الحكام: إمران مصطفى & يونس رشيد رجل المباراة: ماهش تشيتري (نيبال) |

| هونغ كونغ فازت بفارق 45 نقطة ملعب سولابيا، مدينة الكويت الحكام: فريد دالواي & إمران مصطفى رجل المباراة: نديم أحمد (هونغ كونغ) |

| عمان فازت بفارق 5 ويكيت ملعب شركة نفط الكويت المتحدة، مدينة الكويت الحكام: ف. مالك & يونس رشيد رجل المباراة: ديب تريفيدي & عدنان إلياس (عُمان) |

| هونغ كونغ فازت بفارق ويكيت واحد ملعب مدينة الترفيه الدوحة، مدينة الكويت الحكام: إرفان عادل & إمران مصطفى رجل المباراة: نِيزاكات خان (هونغ كونغ) |

| نيبال فازت بفارق 8 ويكيت ملعب شركة نفط الكويت هوبارا، مدينة الكويت الحكام: ر. سرينيفاسان & ت. محمود رجل المباراة: سانجام ريغمي (نيبال) |

### المجموعة ب
خطأ لوا في package.lua على السطر 80: module 'Module:جدول رياضي/CricketRR' not found.
| أفغانستان فازت بفارق 393 نقطة ملعب شركة نفط الكويت هوبارا، مدينة الكويت الحكام: جون سالومان & ر. سرينيفاسان رجل المباراة: أصغر ستانيكزاي (أفغانستان) |

| الإمارات العربية المتحدة فازت بفارق 434 نقطة ملعب شركة نفط الكويت المتحدة، مدينة الكويت الحكام: جون سالومان & يونس رشيد رجل المباراة: ثاقب علي (الإمارات) |

| الإمارات العربية المتحدة فازت بفارق 2 ويكيت ملعب مدينة الترفيه الدوحة، مدينة الكويت الحكام: ناريش ديسوزا & فريد مالك رجل المباراة: ثاقب علي (الإمارات) |

| أفغانستان فازت بفارق نقطة واحدة ملعب شركة نفط الكويت هوبارا، مدينة الكويت الحكام: ر. شودري & جون سالومان رجل المباراة: حامد حسن (أفغانستان) |

| ماليزيا فازت بفارق 10 ويكيت ملعب مدينة الترفيه الدوحة، مدينة الكويت الحكام: ناريش ديسوزا & م. إرفان عادل رجل المباراة: داميث واروسافيثانا (ماليزيا) |

| ماليزيا فازت بفارق 2 ويكيت ملعب شركة نفط الكويت المتحدة، مدينة الكويت الحكام: فريد دالواي & ناريش ديسوزا رجل المباراة: سوهان كومار (ماليزيا) |

## المباريات الفاصلة

### مباراة تحديد المركز التاسع
| سنغافورة فازت بـ انسحاب ملعب مدينة الترفيه الدوحة، مدينة الكويت |

- البحرين لم تتمكن من إشراك الفريق بسبب مشاكل التأشيرة

### مباراة تحديد المركز السابع
| الكويت فازت بفارق 10 ويكيت ملعب مدينة الترفيه الدوحة، مدينة الكويت الحكام: سرينيفاسان أداشاني & يونس رشيد رجل المباراة: خالد بوت (الكويت) |

### مباراة تحديد المركز الخامس
| عمان فازت بفارق 34 نقطة (طريقة دكوير–لويس) ملعب شركة نفط الكويت المتحدة، مدينة الكويت الحكام: فريد دالواي & إمران مصطفى رجل المباراة: فاياهف واتيجاونكار (الإمارات) |

### مباراة تحديد المركز الثالث
| هونغ كونغ فازت بفارق 7 نقاط ملعب شركة نفط الكويت المتحدة، مدينة الكويت الحكام: ناريش ديسوزا & إرفان عادل رجل المباراة: نيزكات خان (هونغ كونغ) |

## نصف النهائي
| أفغانستان فازت بـ 5 ويكيت ملعب شركة نفط الكويت المتحدة، مدينة الكويت الحكام: ت. محمود & جون سالومان رجل المباراة: محمد نبي (أفغانستان) |

| نيبال فازت بفارق 8 نقاط ملعب شركة نفط الكويت هوبارا، مدينة الكويت الحكام: ر. شودري & ف. مالك رجل المباراة: سوريس نافاراتنام (ماليزيا) |

## النهائي
| أفغانستان فازت بفارق 95 نقطة ملعب شركة نفط الكويت، مدينة الكويت الحكام: فريد دالواي & جون سالومان رجل المباراة: رايس أحمدزاي (أفغانستان) |

## الترتيب النهائي
| المركز | المنتخب                  | الهبوط                                       |
| ------ | ------------------------ | -------------------------------------------- |
| 1      | أفغانستان                |                                              |
| 2      | نيبال                    |                                              |
| 3      | هونغ كونغ                |                                              |
| 4      | ماليزيا                  |                                              |
| 5      | الإمارات العربية المتحدة |                                              |
| 6      | عمان                     |                                              |
| 7      | الكويت                   |                                              |
| 8      | بوتان                    | تأهل إلى د ك ع 2012                          |
| 9      | سنغافورة                 | هبط إلى كأس مجلس الكريكت الآسيوي، قسم التحدي |
| 10     | البحرين                  | هبط إلى كأس مجلس الكريكت الآسيوي، قسم التحدي |

## الإحصائيات
| أعلى عدد من النقاط  | أعلى عدد من النقاط | أكثر اللاعبين تسجيلاً للويكيتات | أكثر اللاعبين تسجيلاً للويكيتات |
| ------------------- | ------------------ | ------------------------------ | ------------------------------ |
| ساقب علي            | 267                | نديم أحمد                      | 17                             |
| كريم صادق           | 261                | حامد حسن                       | 16                             |
| أصغر أفغان          | 253                | منير دار                       | 11                             |
| فايبهاف واتيجاونكار | 238                | سوريش نافاراتنام               | 10                             |
| أنيل ماندال         | 236                | شارول نزام                     | 9                              |

## الجدل
شهدت البطولة صعوباتٍ كبيرةً في حصول اللاعبين على تأشيرات للدخول إلى الكويت. واضطرت البحرين إلى الانسحاب من البطولة لعدم قدرتها على إشراك فريق بعد رفض منح تأشيرات لعدد كبير من لاعبيها.
رُفضت تأشيرة اللاعب الأفغاني محمد نبي، وكذلك قائد هونغ كونغ نجيب عمار. وتمكن كلاهما لاحقًا من دخول الكويت والمشاركة في المراحل الأخيرة من البطولة.
صرح رئيس اتحاد الكريكت النيبالي، بيناي راج باندي، بأن مجلس إدارته ينوي طرح هذه القضية في الاجتماع القادم للمجلس الآسيوي للكريكت، بعد منع نائب قائد منتخب نيبال، جيانيندرا مالا، من دخول البلاد. وفي هذا السياق، يعتزم باندي مطالبة المجلس بعدم استضافة أي بطولات مستقبلية في دول يصعب فيها الحصول على تأشيرات.